# Etienne Stott
Etienne Stott (n. 30 iunie 1979, Manchester, Anglia, Regatul Unit) este un caiacist ce a reprezentat Regatul Unit al Marii Britanii și al Irlandei de Nord, medaliat olimpic. A participat la o ediție a Jocurilor Olimpice (2012) în care a câștigat o medalie de aur.

## Participări
Lista de mai jos prezintă principalele competiții la care a participat Etienne Stott de-a lungul carierei.
- canoeing at the 2012 Summer Olympics – men's slalom C-2[*]